# 浦川泰幸の金曜はウラから失礼
『浦川泰幸の金曜はウラから失礼』（うらかわやすゆきのきんようはうらからしつれい）は、朝日放送ラジオ（ABCラジオ）で2019年4月5日から2020年10月2日まで毎週金曜日の15:00 - 17:55に放送されていた生ワイド番組。放送上の略称は「ウラ金」（うらきん）で、朝日放送テレビ（ABCテレビ）アナウンサー・浦川泰幸の冠番組でもある。

## 概要
2010年4月5日から2019年3月29日まで月 - 金曜日の夕方に放送されてきた『武田和歌子のぴたっと。』（浦川の後輩アナウンサー・武田和歌子の冠番組）の放送曜日を月 - 木曜日へ変更することを前提に、同番組の金曜分から放送枠、2部構成による番組編成、一部のコーナーを継承。2010年代にテレビで情報系生放送番組（『おはよう朝日です』の平日版や『キャスト』など）の司会やメインキャスターを担当してきた浦川と、『with you』（朝日放送ラジオの深夜番組）の木曜日（水曜深夜）放送分に単独で出演中の塩田えみがパーソナリティを務める。浦川がメインパーソナリティをレギュラーで務めるラジオ番組は、旧朝日放送時代の2015年3月まで放送されていた『浦川泰幸の「劇場に行こう!」』 以来4年振りである。
番組のキャッチフレーズは「吐き出せ自分! 吐き出せ1週間!」で、リスナーとパーソナリティを巻き込みながらの「心のデトックス」をコンセプトに設定。番組のタイトルに「ウラ」というカタカナを入れたのは、浦川の苗字の頭文字にちなんだことに加えて、「裏口から入って近所の噂から話題の出来事について立ち話をする感覚で楽しんでほしい」とのニュアンスを重ねたことによる。
なお、金曜日の放送は2020年10月2日で終了。『武田和歌子のぴたっと。』も前日（1日）で完全に終了したため、翌週（5日）からは、『ウラのウラまで浦川です』というタイトルで『ぴたっと。』の放送枠を引き継いでいる。また、当番組の放送枠には、『柴田・西森のぼちぼち金曜日』（10月2日まで毎週金曜日の9:00 - 12:00に放送されていた『喜多・西森のゆかいな金曜日!』の改題・リニューアル版）を9日から充てている。

## 放送時間
- 毎週金曜日 15:00 - 17:00（第1部）、17:15 - 17:55（第2部）
  - 第1部と第2部の合間には、17:00 - 17:10に『清水章弘の合格への道』（2020年4月3日から）、17:10 - 17:15に『高野あさおの夕方ちょことーーく!』（2020年3月までは17:00 - 17:10に編成、いずれも朝日放送ラジオ制作の事前収録番組）を放送する。

## パーソナリティ
- 浦川泰幸（朝日放送テレビアナウンサー）
- 塩田えみ
  - 『ウラのウラまで浦川です』でも、木曜放送分にパートナーとして出演。

## タイムテーブル
第1部（15:00 - 17:00）
- 15:00 オープニング
- 15:10 ABCニュース
- 15:20頃　ウラ金トピックス
- 15:30頃　今週のゴールデン
- 15:53頃　ABC交通情報
- 16:00　ABCニュース
- 16:03　ABC天気予報
- 16:05頃　B'zの曲紹介コーナー（シングル1枚目から順に紹介）
  - 『ウラのウラまで浦川です』でも、16時台に編成される日替わり企画の月曜分として継続。
- 16:10頃　みんな人間だもの（懺悔投稿コーナー）
  - 『ウラのウラまで浦川です』でも、16時台に編成される日替わり企画の木曜分として継続。
- 16:40頃　金曜スペシャル
- 16:53頃　ABC交通情報

第2部（17:15 - 17:55）
- 17:15　週末ほっと情報（塩田がメインで担当）
- 17:20頃　ABCニュース
- 17:25頃　ウラスポ！（当日に関西地方で発行されたスポーツ紙から注目の記事を紹介）
- 17:30頃　JRふれあいハイキング（2019年10月4日から放送）
  - JR西日本の単独提供コーナー。同社管内の駅が集合・解散場所になっているハイキングの企画やコースを紹介する。
- 17:41頃　ABC交通情報
- 17:45頃　タイガースヘッドライン（プロ野球シーズンのみ）
  - 『武田和歌子のぴたっと。』との共通（金曜分からの継承）コーナーで、プロ野球シーズン中は『ABCフレッシュアップベースボール』ナイトゲーム中継の前座番組としての役割も担っているが、浦川が武田ほどプロ野球に詳しくないことに配慮した内容で放送。プロ野球のオフシーズンには、『伊藤史隆のラジオノオト』金曜分の18時台前半に組み込まれていた。
  - 『ウラのウラまで浦川です』でも、火 - 木曜日にナイトゲームを中継する場合に放送。
- 17:50頃　エンディング

### 特別番組
2020年の「新春スーパーワイド」（1月1日が日曜日と重ならない場合にABCラジオが編成している生放送の新春特別番組）では、当番組をベースに、第1部（4:50 - 10:00）を「浦川泰幸の新年早々ウラから失礼～今年こそ運が開けるハズなんですスペシャル～」として編成。当番組から、浦川・塩田とも出演した。浦川は過去に4回「新春スーパーワイド」枠のパーソナリティを務めているが、第1部の担当は「浦川・桜井のモ〜オ!お正月」を編成した2009年以来11年振り、枠全体では2015年に第2部「浦川泰幸・小川恵理子のワンニャンリクエスト」を担当して以来5年振りである。なお、当日は水曜日であったため、塩田は深夜の『with you』にも通常どおり出演。当番組は、2日後（1月3日）からレギュラー枠での生放送を再開した。